# グラン・ギニョール (小説)
『グラン・ギニョール』（原題：Grand Guignol）は、ジョン・ディクスン・カーの中編推理小説。アンリ・バンコランが既発表の「山羊の影」など4短編に続いて登場する。
ハバフォード大学の学内誌『ハヴァフォーディアン』（The Haverfordian）の1929年3月号・4月号に掲載された。翌1930年に全面改稿され、長編『夜歩く』として再発表された。

## あらすじ
サリーニ公爵との結婚を間近に控えた婚約者に公爵殺害の予告書状が届く。警察の厳重な警戒のなか行なわれた婚礼の夜、披露宴会場のカシノ室で、首を切断された公爵の死体が発見される。部屋は警官が監視しており、公爵以外に出入りした人物はなかった。パリ警察の刑事アンリ・バンコランが密室の謎に挑む。　

## 主な登場人物
- ラウール・ジュルダン - 被害者。サリーニ公爵家の当主。
- ルイズ・ローラン（ジュルダン） - サリーニ公爵の婚約者の女性。
- アレキサンドル・ローラン - ルイズの前夫。サリーニ公爵を殺害すると予告する。整形手術をしており、今の顔は不明。
- エドワール・ヴォートレル - サリーニ公爵の招待客。
- ルイージ・フェネリ - 実業家。
- フランソワ・ディルサール - パリ警察の刑事。
- シド・ゴルトン - ネブラスカ出身のアメリカ人。
- ド・ヴィヨン - 予審判事。
- アンリ・バンコラン - 主人公の名探偵。「山羊の影」事件はじめ多くの難事件を解決している。
- わたし（ジャック） - バンコランの友人である青年。物語の語り手。

## 提示される謎
- 密室（複数の監視があった部屋） とハウ・ダニット（首を切られた死体）
- ミス・ディレクション（読者の注意を、真相からそらす仕掛け）

## 特記事項
- 本中編はのちに長編『夜歩く』に改作して再発表される。登場人物やトリックはほぼ同じだが、第2の事件の被害者が「グラン・ギニョール」とは違っている。
- 初出の『ハヴァフォーディアン』誌（1929年3月 - 4月）では第7章の次ページが白紙になっており、読者に犯人とトリックを書き込むようコメントがあり、エラリー・クイーンの「読者への挑戦」のような趣向になっている。

## 書誌情報
- 『グラン・ギニョール』森英俊、白須清美（訳）、翔泳社、1999年。ISBN 978-4-88135729-3。